# ALR Piranha
 (octobre 2016).
L’ALR Piranha est un projet suisse d’avion de combat léger, muni d’ailes médianes en flèche, d’un empennage canard, d’une dérive en flèche et d’un train d’atterrissage tricycle escamotable.

## Historique
En 1972, après l’élimination de nombreux concurrents, les Vought A-7 Corsair II et Dassault Milan se disputent un contrat concernant 40 appareils destinés à remplacer les De Havilland Vampire et Venom des Forces aériennes suisses. L’avion américain remporte cette évaluation de justesse, mais le Conseil fédéral annule sa commande en août 1973 et décide d’acheter 60 Hawker Hunter d’occasion remis à neuf par le constructeur.
Devant ce choix, des spécialistes suisses de l’aviation militaire étudient quels  appareils pourraient convenir aux forces aériennes à faibles budgets selon l’évolution des avions de combat. Ils démontrent qu’après l’arrivée durant les années 1960 d’appareils plus gros et plus lourds, pour pouvoir emporter une avionique de plus en volumineuse, les appareils des années 1970 sont en général plus petits grâce à la miniaturisation de l’avionique. Leur prix de plus en plus élevé oblige de nombreux pays à ne s’équiper que d’une faible quantité d’avions hautement sophistiqués, ce qui diminue la flexibilité de ces forces aériennes, alors que la répartition de ces appareils sur un petit nombre de bases en augmente la vulnérabilité. Devant cette constatation, un avion bon marché nécessitant peu de frais opérationnels, équipé du minimum nécessaire pour remplir ses missions, semble l’idéal. 
Ces conclusions conduisent à la formation du groupe de travail ALR (Arbeitsgruppe für Luft- und Raumfahrt) constitué d’une quarantaine de jeunes ingénieurs, scientifiques, pilotes militaires et officiers de l’aviation militaire, qui se donne pour but de mettre sur pied un nouveau concept d’avion de combat. Il n’est pas question de construire cet appareil en Suisse, mais plutôt de proposer le projet à des pays intéressés. Ce n’est qu’en 1981 que ce groupe se munit officiellement d’une raison sociale à Zürich.
Le nom Piranha est choisi en rapport à l’agressivité de ces poissons malgré leur petite taille, bien que de certains[Qui ?] aient suggéré que le choix d’un poisson était en rapport avec les péripéties lacustres du dernier jet militaire suisse, le FFA P-16.
Comme ce concept a pour but le remplacement d’avions relativement bon marché (F-5, A-4, MiG-21, etc.) par un nombre d’appareils suffisant pour maintenir une capacité d’intervention réaliste pour des forces aériennes au budget limité, plusieurs points doivent être respectés pour que les coûts restent raisonnables. Une seule configuration de cellule devrait permettre d’effectuer différentes missions, afin de diminuer les frais de maintenance. La technologie embarquée doit être efficace, mais à un prix accessible. L’arrivée de munitions air-sol guidées nécessite moins de munitions pour le même résultat et permet de se contenter d’un avion plus petit et plus léger. La propulsion doit être assurée par un réacteur à double-flux, moins gourmand et permettant par conséquent d’emporter moins de carburant. Une formule monoréacteur permet également de baisser les coûts d’entretien. Une étude précise de l’équipement et son intégration à la cellule sont également primordiaux pour éviter tout surcoût lors du développement final et de l’industrialisation. 
Plusieurs versions sont étudiées et simulées, toutes reprenant un peu la même formule aérodynamique. Le Rolls-Royce/Turboméca Adour 811 du SEPECAT Jaguar n’est pas jugé assez puissant pour permettre aux Piranha 1 et 2 d’atteindre les performances attendues. Le Piranha 4 équipé de deux Larzac M-74/05 est également abandonné, mais pour une autre version bimoteur : le Piranha 5. Ce dernier se révèle également sous-motorisé. C’est finalement le Piranha 6 qui est retenu, motorisé par un turboréacteur Turbo-Union RB.199, semblable à ceux qui équipent le Panavia Tornado. Si par la suite les EJ-200 de l’Eurofighter, F-404 du F/A-18 et M88 du Rafale sont envisagés, les études d’intégration de ces moteurs n’ont pas été effectuées. 
Les dimensions du fuselage sont dictées par les besoins opérationnels et l’équipement à emporter. Le rayon d’action n’est pas jugé prioritaire : l’appareil est pensé pour effectuer principalement des missions de défense à partir de pistes sommairement aménagées situées à quelques centaines de kilomètres de sa zone d’opération. 
Le Piranha est muni d’un empennage canard fixe en position haute équipé de volets, un peu comme le Saab 37 Viggen. Les ailes sont en positions médianes, mais suffisamment hautes pour faciliter l’accès aux nombreuses trappes de maintenance du fuselage. Deux réservoirs de carburant sont contenus dans la voilure, un troisième est situé dans le fuselage. Deux rails en bout d’ailes permettent d’emporter des missiles air-air à courte portée. 
La dérive, légèrement en flèche, est conventionnelle. Le train d’atterrissage tricycle est entièrement escamotable dans le fuselage et permet une utilisation à partir de piste sommairement aménagées. Le train avant est excentré sur la droite, du fait de la position dans l’axe du canon. Un parachute-frein de 13 m2 est installé dans un cône au-dessous de la dérive et une crosse d’arrêt est également prévue.
Le poste de pilotage est équipé de CDVE, de deux écrans multifonctions et d’un siège éjectable Martin-Baker Mk-10L. Le pilotage se fait grâce à un mini-manche latéral selon le concept mains sur manche et manette. Un système RCFAM (Roll-Coupled Fuselage-Aiming Mode), développé par MBB à Munich, permet une aide au pointage du canon.
L’avionique est choisie par l’utilisateur, selon ses besoins : couverture aérienne, lutte antichar, attaque au sol ou entrainement avancé. Une étude relativement complète est menée par ALR afin de sélectionner les équipements les plus adéquats pour ce concept, qui se composent d’un radar de poursuite en air-air et air-sol, d’un FLIR et d’un désignateur/télémètre laser, d’un calculateur de bombardement, d’une plateforme à inertie, de détecteurs d’alerte radar, de CME et d’éjecteurs de paillettes et de leurres thermiques.
L’armement prévu est composé d’un canon de 30mm Oerlikon KCA installé dans l’axe de vol, de missiles air-air AIM-9 Sidewinder, R.550 Magic ou AIM-7 Sparrow. Pour les missions air-sol, il peut être équipé de missiles AGM-65 Maverick TV ou IR, de Matra Durandal et BLG 66 Belouga, ainsi que de bombes guidées laser (BGL). Il est également possible d’emporter une nacelle de reconnaissance sous le fuselage. 
Un prototype à l’échelle 1/15 est construit à Genève, dans les ateliers de la compagnie aérienne Swissair. Désigné Piranha Y2, il mesure 1,6 mètre de long et 1 mètre d’envergure et est équipé d’un système de guidage à distance. Il est équipé de deux rails en bout d’ailes pour emporter des répliques de R.550 Magic et de quatre autres sous les ailes. Sur ces derniers points, des charges sont installées pour les essais en soufflerie qui sont faits à l’École polytechnique fédérale de Zurich (EPFZ) en avril 1977. 
Cette maquette est redésignée Y2A pour les phases d’essais en vol destinés à valider la formule aérodynamique. Diverses améliorations lui sont apportées, mais des vibrations dans la dérive empêchent les vols à grande vitesse. Un deuxième prototype, désigné Y2B, est muni d’une dérive redessinée, d’ailes et d’empennages canards modifiés, ainsi que d'un système de commande des canards amélioré. Il poursuit les essais en vol jusqu’au début des années 1980.
Avec la dissolution du Pacte de Varsovie en 1991, qui éloigne la menace en Europe et entraine une diminution du nombre d’appareils au sein des forces aériennes d’Europe occidentale, et l’arrivée de versions armées d’avions d’entrainement, aux performances suffisantes pour certains pays, le Piranha n’est plus aussi intéressant et il ne sera jamais produit.
Le constructeur aéronautique indien Hindustan Aeronautics a approché ALR au début de son programme LCA, mais sans vraiment tenir compte de tous les principes proposés dans ce concept. Par la suite, ALR a participé à divers programmes aéronautiques comme au FFA-2000 Eurotrainer et à Solar Impulse.

1 place et 2 places avec  2 moteurs
1 place et 2 places avec 1 moteur, 2 places avec 2 moteurs

## Versions référencées

Tailles comparées de l'ALR Piranha, du SEPECAT Jaguar et du F-15 Eagle.

- ALR Piranha Y2 : Prototype au 1/15 pour les essais en soufflerie.
- ALR Piranha Y2A : Désignation de la maquette volante.
- ALR Piranha Y2B : Désignation de la seconde maquette volante.
- ALR Piranha 1 : Projet de version de base subsonique d'appui aérien et de lutte anti-chars
- ALR Piranha 2C : Projet de version d’attaque au sol sans radar et motorisée par un Adour 811 de 3 900 kgp.
- ALR Piranha 2D(1) : Projet de version basée sur le Piranha 2C mais dotée d’une avionique améliorée et motorisée par un Adour RT-172-63 de 4 580 kgp.
- ALR Piranha 2D(2) : Projet de version basée sur le Piranha 2D(1) mais doté d’ailes à la surface agrandie.
- ALR Piranha 4 : Projet de version bimoteur du Piranha 2D(2) au fuselage redessiné et motorisée par des Larzac M-74/05 de 2 640 kgp.
- ALR Piranha 5 : Projet de version de défense aérienne dérivée du Piranha 4.

## Principales caractéristiques
- Masse maxi au décollage : 10 500 kg
- Masse normale au décollage : 7 046 kg
- Masse à vide : 4 487 kg
- Surface alaire : 22 m2
- Hauteur : 4,25 m
- Envergure : 7,6 m
- Longueur : 11,57 m

## Performances
- Distance de décollage : 350 m
- Facteur de charge maximal : 9 G
- Distance franchissable : 900 km
- Plafond opérationnel : 17 000 m
- Vitesse ascensionnelle : 300 m/s
- Mach maximal HA : 1,8
- Charge alaire, masse normale : 320,273 kg/m2
- Charge alaire, à vide : 203,955 kg/m2
- Charge alaire, au décollage : 477,273 kg/m2

## Motorisation
- 1 Turbo-Union RB.199 Mk 104
- Puissance unitaire : 4 130 kgp (41 kN), 7 440 kgp (73 kN) avec post-combustion